# SK Brann w europejskich pucharach
Występy w europejskich pucharach norweskiego klubu piłkarskiego SK Brann.
Legenda do wszystkich tabel:
- Q – runda eliminacyjna, 1/16, 1/8, 1/4, 1/2 – odpowiednia faza rozgrywek, Grupa – runda grupowa, 1r gr – pierwsza runda grupowa, 2r gr – druga runda grupowa, F – finał, R – runda, PO – play-off
- k. – rzuty karne, los. – losowanie, Dogr. – dogrywka, w. – zasada bramek strzelonych na wyjeździe

## Wykaz spotkań pucharowych

### 1973–2000
| Sezon   | Rozgrywki                 | Runda | Przeciwnik         | Dom | Wyjazd | Ogólnie     |
| ------- | ------------------------- | ----- | ------------------ | --- | ------ | ----------- |
| 1973/74 | Puchar Zdobywców Pucharów | 1R    | Gżira United FC    | 7–0 | 2–0    | 9–0         |
| 1973/74 | Puchar Zdobywców Pucharów | 1/8   | Glentoran          | 1–1 | 1–3    | 2–4         |
| 1976/77 | Puchar UEFA               | 1R    | QPR                | 0–7 | 0–4    | 0–11        |
| 1977/78 | Puchar Zdobywców Pucharów | 1R    | Akraness           | 1–0 | 4–0    | 5–0         |
| 1977/78 | Puchar Zdobywców Pucharów | 1/8   | FC Twente          | 1–2 | 0–2    | 1–4         |
| 1983/84 | Puchar Zdobywców Pucharów | 1R    | NEC Nijmegen       | 0–1 | 1–1    | 1–2         |
| 1989/90 | Puchar Zdobywców Pucharów | 1R    | UC Sampdoria       | 0–2 | 0–1    | 0–3         |
| 1996/97 | Puchar Zdobywców Pucharów | Q     | Shelbourne FC      | 2–1 | 3–1    | 5–2         |
| 1996/97 | Puchar Zdobywców Pucharów | 1R    | Cercle Brugge      | 4–0 | 2–3    | 6–3         |
| 1996/97 | Puchar Zdobywców Pucharów | 1/8   | PSV Eindhoven      | 2–1 | 2–2    | 4–3         |
| 1996/97 | Puchar Zdobywców Pucharów | 1/4   | Liverpool          | 1–1 | 0–3    | 1–4         |
| 1997/98 | Puchar UEFA               | 1Q    | Neftochimik Burgas | 2–1 | 2–3    | 4–4, w.     |
| 1997/98 | Puchar UEFA               | 2Q    | Grasshopper Club   | 0–3 | 2–0    | 2–3         |
| 1998/99 | Puchar UEFA               | 2Q    | FK Žalgiris Wilno  | 1–0 | 0–0    | 1–0         |
| 1998/99 | Puchar UEFA               | 1R    | Werder Brema       | 2–0 | 0–4    | 2–4, Dogr.  |
| 1999    | Puchar Intertoto          | 2R    | NK Varaždin        | 3–0 | 0–3    | 3–3, k: 4–5 |

### 2001–2020
| Sezon   | Rozgrywki     | Runda   | Przeciwnik          | Dom | Wyjazd | Ogólnie     |
| ------- | ------------- | ------- | ------------------- | --- | ------ | ----------- |
| 2000/01 | Puchar UEFA   | Q       | Liepājas Metalurgs  | 1–0 | 1–1    | 2–1         |
| 2000/01 | Puchar UEFA   | 1R      | FC Basel            | 4–4 | 2–3    | 6–7         |
| 2001/02 | Liga Mistrzów | 2Q      | Lewski Sofia        | 1–1 | 0–0    | 1–1, w.     |
| 2002/03 | Puchar UEFA   | Q       | Sūduva Mariampol    | 2–3 | 2–3    | 4–6         |
| 2005/06 | Puchar UEFA   | 2Q      | AC Allianssi        | 0–0 | 2–0    | 2–0         |
| 2005/06 | Puchar UEFA   | 1R      | Lokomotiw Moskwa    | 1–2 | 2–3    | 3–5         |
| 2006/07 | Puchar UEFA   | 1Q      | Glentoran           | 1–0 | 1–0    | 2–0         |
| 2006/07 | Puchar UEFA   | 2Q      | Åtvidabergs FF      | 3–3 | 1–1    | 4–4, w.     |
| 2007/08 | Puchar UEFA   | 1R      | Club Brugge         | 0–1 | 2–1    | 2–2, w.     |
| 2007/08 | Puchar UEFA   | Grupa D | Hamburger SV        | 0–1 |        | 3. miejsce  |
| 2007/08 | Puchar UEFA   | Grupa D | Stade Rennais       |     | 1–1    | 3. miejsce  |
| 2007/08 | Puchar UEFA   | Grupa D | Dinamo Zagrzeb      | 2–1 |        | 3. miejsce  |
| 2007/08 | Puchar UEFA   | Grupa D | FC Basel            |     | 0–1    | 3. miejsce  |
| 2007/08 | Puchar UEFA   | 1/16    | Everton             | 0–2 | 1–6    | 1–8         |
| 2008/09 | Liga Mistrzów | 2Q      | FK Ventspils        | 1–0 | 1–2    | 2–2, w.     |
| 2008/09 | Liga Mistrzów | 3Q      | Olympique Marsylia  | 0–1 | 1–2    | 1–3         |
| 2008/09 | Puchar UEFA   | 1R      | Deportivo La Coruña | 2–0 | 0–2    | 2–2, k: 2–3 |
| 2017/18 | Liga Europy   | 2Q      | MFK Ružomberok      | 0–2 | 1–0    | 1–2         |
| 2019/20 | Liga Europy   | 1Q      | Shamrock Rovers     | 2–2 | 1–2    | 3–4         |

### 2021–
| Sezon   | Rozgrywki               | Runda | Przeciwnik        | Dom | Wyjazd | Ogólnie     |
| ------- | ----------------------- | ----- | ----------------- | --- | ------ | ----------- |
| 2023/24 | Liga Konferencji Europy | 3Q    | FC Arouca         | 3–1 | 1–2    | 4–3         |
| 2023/24 | Liga Konferencji Europy | PO    | AZ Alkmaar        | 3–3 | 1–1    | 4–4, k: 5–6 |
| 2024/25 | Liga Konferencji        | 2Q    | Go Ahead Eagles   | 2–1 | 0–0    | 2–1         |
| 2024/25 | Liga Konferencji        | 3Q    | St. Mirren        | 3–1 | 1–1    | 4–2         |
| 2024/25 | Liga Konferencji        | PO    | FK Astana         | 2–0 | 0–3    | 2–3         |
| 2025/26 | Liga Mistrzów           | 2Q    | Red Bull Salzburg | 1–4 | 1–1    | 2–5         |
| 2025/26 | Liga Europy             | 3Q    | BK Häcken         | 0–1 | 2–0    | 2–1         |
| 2025/26 | Liga Europy             | PO    | AEK Larnaka       | –   | –      | –           |